# LATAM エクアドル
LATAM エクアドル（LATAM Ecuador）は、エクアドルの首都キトを拠点とする航空会社。LATAM航空グループに属する。

## 概要
2002年、LANチリの子会社として設立された。2012年、LATAM航空グループの発足に伴い現社名となった。
運航機材はエアバスA319を使用している。